# Wikipédia en bicolano central
Wikipédia en bicolano central (en bicolano central : Wikipedyang Bikol Sentral) est l’édition de Wikipédia en bicolano central, langue philippine parlée dans la région de Bicol aux Philippines. L'édition est lancée le 24 novembre 2007,,,. Son code est : bcl.
Au 20 mars 2025, l'édition en bicolano central contient 18 932 articles et compte 26 802 contributeurs, dont 65 contributeurs actifs et 3 administrateurs.

## Présentation

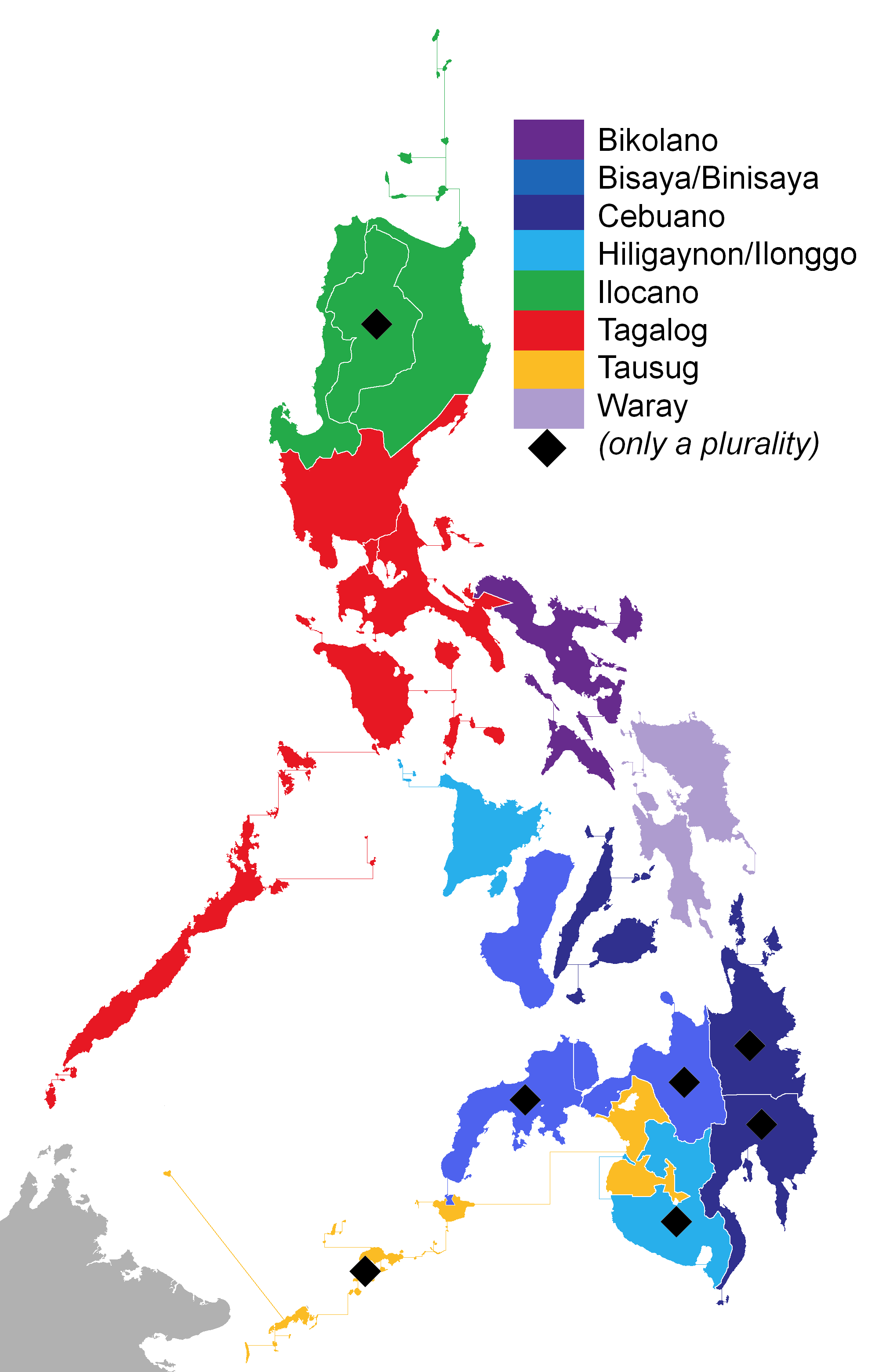
Langues des Philippines par région.
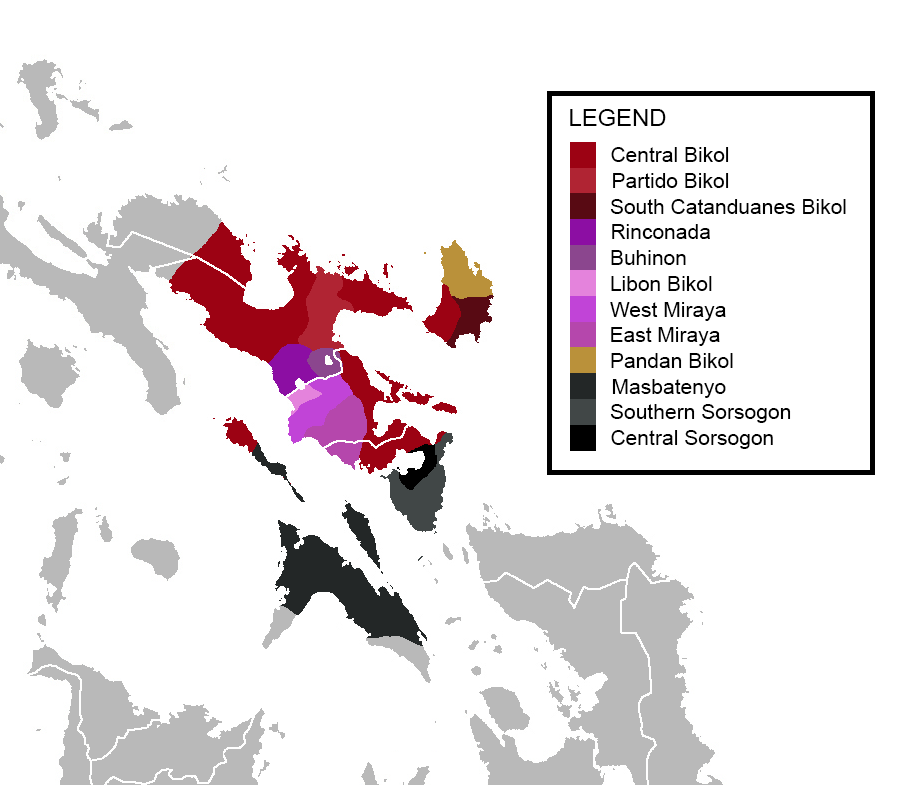
Aire de diffusion du bicolano central (en rouge foncé).

## Statistiques
- Au 5 mars 2015, l'édition en bicolano central compte 6 478 articles et 8 310 utilisateurs enregistrés[5], ce qui en fait la 141e[6] édition linguistique de Wikipédia par le nombre d'articles et la 168e[7] par le nombre d'utilisateurs enregistrés, parmi les 287 éditions linguistiques actives.
- Le 23 septembre 2022, elle contient 12 411 articles et compte 19 933 contributeurs, dont 39 contributeurs actifs et 3 administrateurs.
- Le 1er septembre 2024, elle contient 17 569 articles et compte 25 355 contributeurs, dont 57 contributeurs actifs et 4 administrateurs.